# Крупіна (округ)
Округ Крупіна (словац. okres Krupina) — округ (район) в Банськобистрицькому краї Словаччини. Площа округу становить — 584,9 км², на якій проживає — 22 636 осіб (31.12.2014). Середня щільність населення становить — 38,7 осіб/км².

## Географія
Розташовані Дачоломська полонина; Завозька верховина; Бзовицькі пагорби та Іпельські пагорби.

## Статистичні дані

### Населення

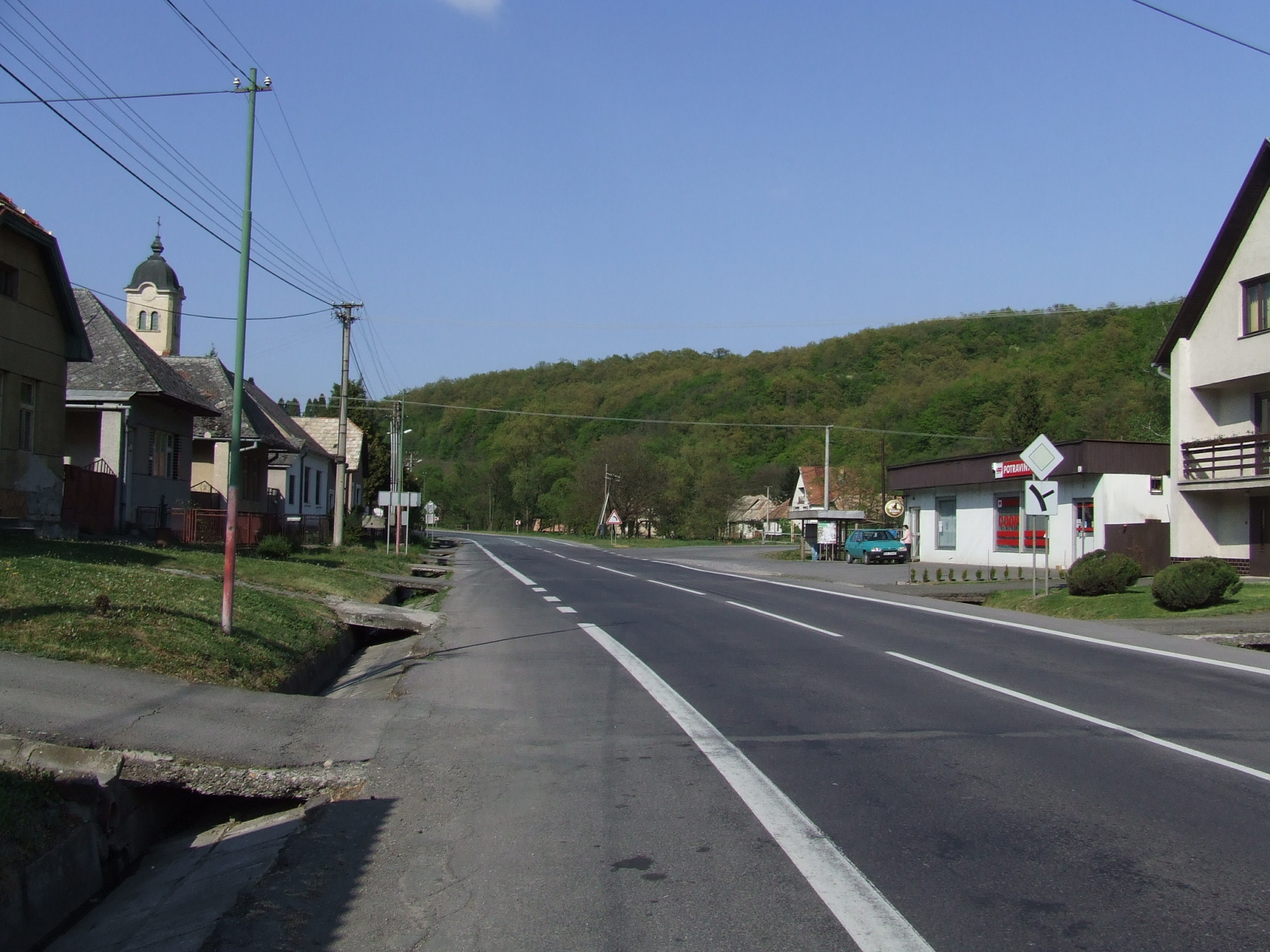
Село Доманіки, округ Крупіна

| Рік:            | 1994.  | 2004.   | 2014.   | 2024.   |
| --------------- | ------ | ------- | ------- | ------- |
| Кількість осіб: | 23 046 | 22 674  | 22 636  | 21 209  |
| Різниця:        |        | -1,61 % | -0,16 % | -6,30 % |

| Рік:            | 2023.  | 2024.   |
| --------------- | ------ | ------- |
| Кількість осіб: | 21 271 | 21 209  |
| Різниця:        |        | -0,29 % |

Національний склад:
- Словаки — 96,5 %
- Цигани — 1,8 %
- Угорці — 0,5 %
- інші національності — 1,2 %

Конфесійний склад:
- Католики — 73,4 %
- Лютерани — 18,6 %

## Адміністративний поділ
Адміністративний центр округу — місто Крупіна.
До 1918 року територія сучасного краю була повністю розташована в межах колишнього графства Гонт, яке входило до складу Угорщини.

### Міста:
Крупіна • Дудінце

### Села:
Бзовік • Гонтянські Моравці • Гонтянські Немці • Гонтьянське Тесаре • Горне Младониці • Горни Бадін • Дівоче • Долне Младониці • Долни Бадін • Доманіки • Дражовце • Др'єново • Жібрітов • Зем'янськи Врбовок • Козі Врбовок • Кральовце-Крнішов • Ладзани • Лацков • Літава • Лішов • Медоварце • Рикинчиці • Сєбєхлеби • Сільце • Сєноград • Судінце • Судовці • Терани • Трпін • Унятін • Церово • Чабрадські Врбовок • Чековце • Ялшовік